# Alegeri în Liechtenstein
Liechtenstein alege o legislatură la nivel național. Parlamentul are 25 de membri, aleși pentru o perioadă de patru ani, de către reprezentanții celor două camere. Liechtenstein are un sistem de tip pluripartitism, în care domină două partide politice.
În cadrul ultimelor alegeri electorale (2009), cele două partide dominante (Uniunea Patriotică și Partidul Cetățenilor Progresiști) au obținut 47,61%, respectiv 43,48% din voturi.

## Alegerile parlamentare din 2001
Alegerile parlamentare din 2001 au fost câștigate de Partidul Cetățenilor Progresiști cu un procent de 49,9% din electorat, față de Uniunea Patriotică care a înregistrat 41,3% din electorat.
| Partidul                         | voturi  | locuri in Parlament |
| -------------------------------- | ------- | ------------------- |
| Partidul Cetatenilor Progresisti | 92.204  | 13                  |
| Uniunea Patriotica               | 76.402  | 11                  |
| Lista Libera                     | 16.184  | 1                   |
| Total                            | 184.790 | 25                  |

## Alegerile parlamentare din 2005
Alegerile parlamentare din 2005 au avut loc pe data de 13 martie. Au fost câștigate de Partidul Cetățenilor Progresiști, al căror lider, Otmar Hasler, a devenit prim-ministru. Aceștia au acumulat 48,7% din electorat, față de 38,2% cât au obținut cei de la Uniunea Patriotică.
| Partidul                         | voturi  | locuri in Parlament |
| -------------------------------- | ------- | ------------------- |
| Partidul Cetatenilor Progresisti | 94.547  | 12                  |
| Uniunea Patriotica               | 74.162  | 10                  |
| Lista Libera                     | 25.286  | 3                   |
| Total                            | 193.995 | 25                  |

## Alegerile parlamentare din 2009
Alegerile parlamentare din 2009 au avut loc pe data de 8 februarie .Sondajele au preconizat câteva schimbări, electoratul Partidului Cetățenilor Progresiști a pierdut câteva voturi, iar adversarii, cei de la Uniunea Patriotică, au câștigat alegerile precum și majoritatea în Parlament. Aceștia au înregistrat 47,61% din electorat, față de 43,48% al celor de la Partidul Cetățenilor Progresiști.
| Partidul                         | voturi  | locuri in Parlament |
| -------------------------------- | ------- | ------------------- |
| Uniunea Patriotica               | 95.188  | 13                  |
| Partidul Cetatenilor Progresiști | 86.922  | 11                  |
| Lista Libera                     | 17.825  | 1                   |
| Total                            | 199.935 | 25                  |

## Alegerile parlamentare din 2013
Alegerile parlamentare din 2013 au avut loc pe data de 13 februarie și a fost prima dată când în parlament au intrat patru partide diferite. Cel mai mare scor a fost obținut de către Partidul Cetățenilor Progresiști (40%), fiind înregistrată o prezență de 79.80%.
Au obținut locuri în parlament și Independenții, un partid populist de dreapta și eurosceptic condus de Harry Quaderer, fost parlamentar din Uniunea Patriotică.
| Partidul                         | voturi  | locuri in Parlament |
| -------------------------------- | ------- | ------------------- |
| Partidul Cetățenilor Progresiști | 77,644  | 10                  |
| Uniunea Patriotică               | 65,118  | 8                   |
| Independenții                    | 29,739  | 4                   |
| Lista Liberă                     | 21,604  | 3                   |
| Total                            | 194,105 | 25                  |